# マラリア原虫
マラリア原虫（まらりあげんちゅう）はアピコンプレックス門に属する寄生性原生生物。脊椎動物の赤血球内に寄生してマラリアを引き起こす病原体で、吸血昆虫と脊椎動物を行き来する複雑な生活環を持っている。分類学的にはプラスモジウム属(Plasmodium)におよそ200種が知られており、そのうち少なくとも10種がヒトに感染する。

## 生活環

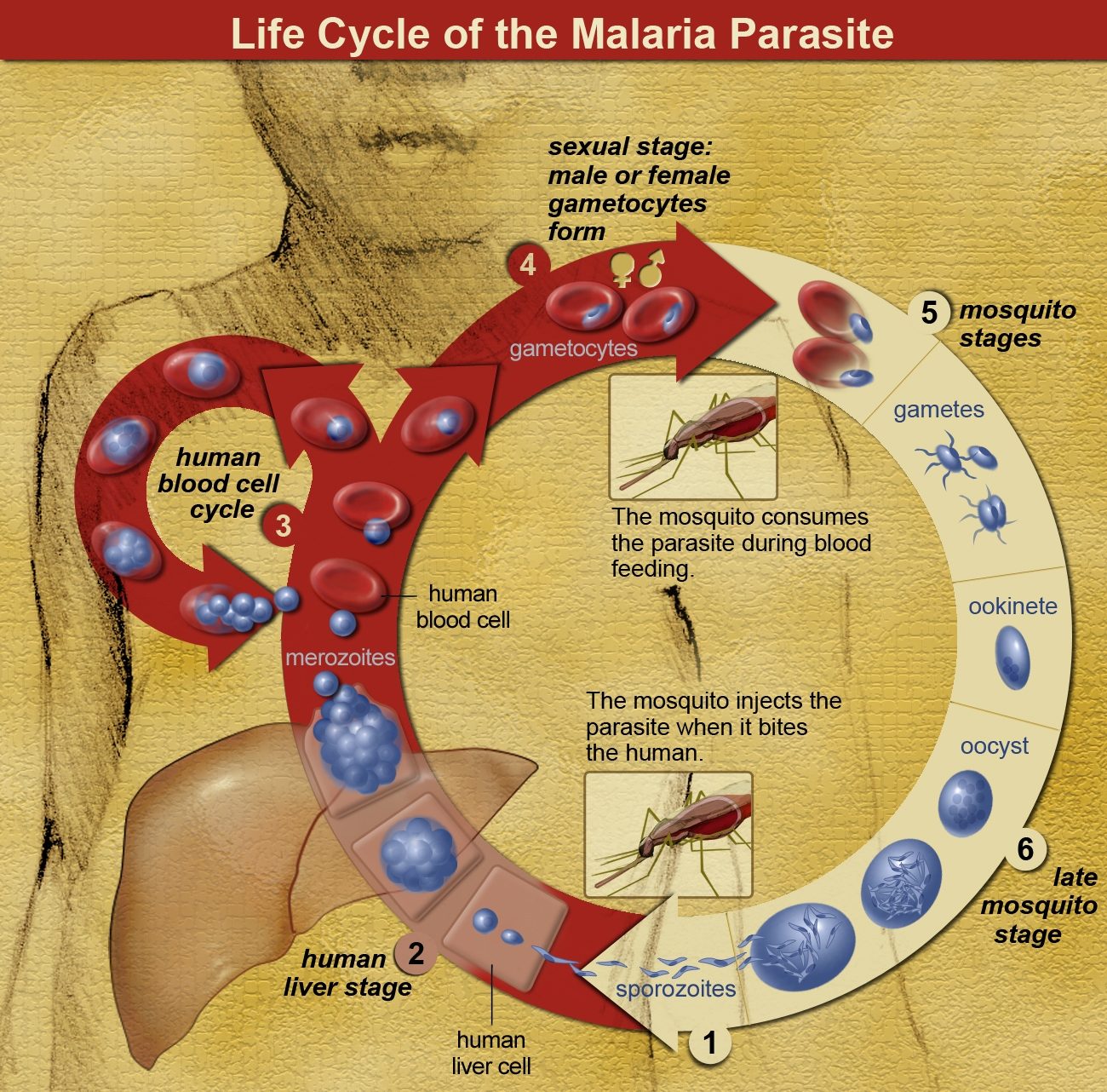
ヒトに感染する種のライフサイクル

媒介者はハマダラカ（まれにサシチョウバエ）で、吸血の際に唾液とともに侵入したスポロゾイト（種虫、sporozoite）が、まず肝臓の細胞内でシゾゴニー（増員生殖、schizogony）を行い数を増やす。種によっては肝臓内でヒプノゾイト（hypnozoite、休眠体）となり数十年に渡って休眠する場合がある。肝臓から血液中に移行して赤血球内で無性生殖を繰り返し、この時に赤血球が破壊されるために発熱や貧血といった症状が出る。ときおり生殖母体 (gametocyte) が生じて、吸血に伴って媒介者に移り、その消化管内で配偶子(gamete) を生じて有性生殖が行われる。接合子には運動能があってオーキネート（ookinete、虫様体）と呼ばれ、それが消化管上皮細胞に侵入してスポロゴニー (sporogony) が行われる。減数分裂を経て生じたオーシスト (oocyst) は破裂してスポロゾイトを放出し、それが体腔液中を漂って唾液腺に集合する。つまり脊椎動物は中間宿主で、媒介昆虫が終宿主である。

## 分類

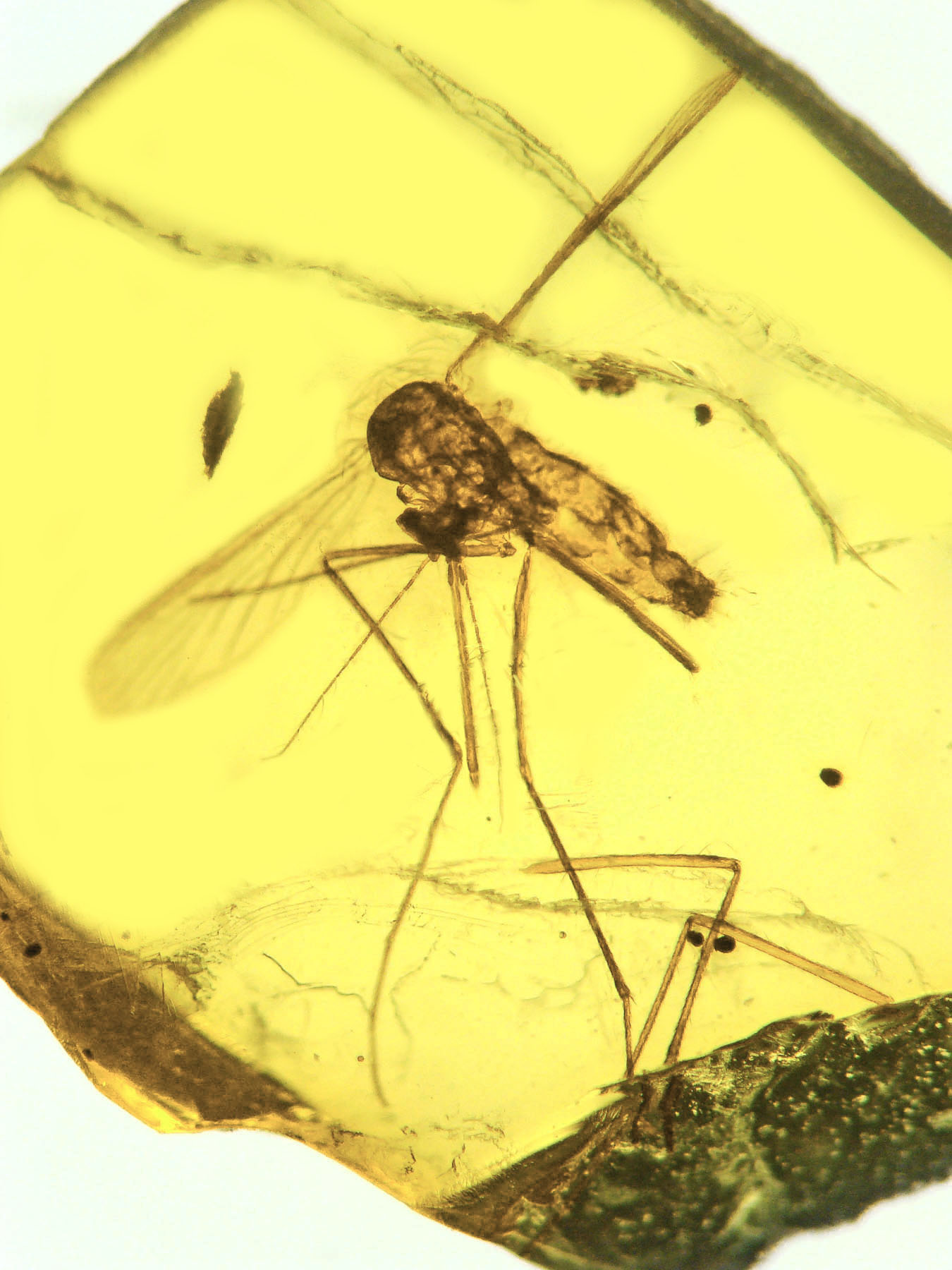
マラリア原虫を含む最古の蚊の化石(1500〜2000万年前)

アピコンプレックス門無コノイド綱住血胞子虫目プラスモジウム科に属する。

### 亜属
- Plasmodium Marchiafava & Celli, 1885
真猿類を宿主とし、生殖母体は球形。P. malariae、P. vivaxなど。
- Giovannolaia Corradetti et al., 1963[1]
鳥類を宿主とする。生殖母体が細長く、分裂体も赤血球核に沿って伸びている。
- Haemamoeba Corradetti et al., 1963
鳥類を宿主とする。生殖母体が丸く赤血球核よりも大きい。P. gallinaceumなど。
- Huffia Corradetti et al., 1963
鳥類を宿主とする。生殖母体が細長く、分裂体が赤血球以外の造血系細胞でも増殖する。
- Novyella Corradetti et al., 1963
鳥類を宿主とする。生殖母体が細長く、分裂体は小さくキラキラした顆粒を含んでいる。
- Laverania Bray, 1963
真猿類を宿主とし、鎌形の生殖母体を生じる。P. falciparum、P. reichenowiなど。
- Vinckeia Garnham, 1964 
齧歯類など、真猿類以外の哺乳類を宿主とする。P. berghei、P. yoeliiなど。
- Sauramoeba Garnham, 1966
トカゲを宿主とする。分裂体が大きく12以上の娘虫体を生じる。生殖母体も大きい。
- Carinamoeba Garnham, 1966
トカゲを宿主とする。分裂体が小さく8以上の娘虫体を生じる。生殖母体も小さい。
- Ophidiella Garnham, 1966
ヘビを宿主とする。
- Asiamoeba Telford, 1988
トカゲを宿主とする。分裂体と生殖母体の大きさが4倍以上異なる。
- Lacertamoeba Telford, 1988
トカゲを宿主とする。分裂体と生殖母体の大きさが中間的。
- Paraplasmodium Telford, 1988
トカゲを宿主とする。分裂体は中間的な大きさで、生殖母体は大きい。
- Bennettinia Valkiunas, 1997
鳥類を宿主とする。生殖母体が丸く赤血球核よりも小さい。P. juxtanucleareのみ。
- Papernaia Landau et al., 2010[2]
鳥類を宿主とする。生殖母体が細長く、分裂体は丸い。

### 近縁の生物
住血胞子虫目プラスモジウム科のうちコウモリに寄生する以下の生物は、赤血球中では無性生殖を行わず生殖母体のみを形成することからマラリア原虫とは区別されてきた。しかし分子系統解析ではマラリア原虫から特殊化した可能性が示されている。
- ヘパトシスティス(Hepatocystis)
コウモリの他にサルやリスなどを宿主とする。肝臓で増殖し嚢胞を生じる。
- Nycteria
肝細胞で増殖する。
- Polychromophilus
肝臓のクッパー細胞や肺の細網内皮系で増殖する。最新の研究ではマラリア原虫からの特殊化は否定されている[4]。

### 分子系統解析
分子生物学的手法を用いたプラスモジウム属の最近の研究では、グループの進化が分類に完全に従っていないことが示唆されている 。
まず形態的に類似しているか、同じ宿主に感染する多くのマラリア原虫種は、系統的に遠く離れた関係であることが判明した。 
そして1990年代には、リボソームRNAと様々な種の表面タンパク質遺伝子を比較することによって、マラリア原虫種の進化関係を評価するいくつかの研究が行われ、ヒト寄生虫P. falciparum が霊長類の他の寄生虫とより密接に関連していることが分かった。
さらに後、より多くのマラリア原虫種をサンプリングした研究では、哺乳類の寄生虫がHepatocystis属と単一クレードを形成することを発見したが、鳥やトカゲの寄生者は、系統的に亜属に属さない別のクレードを形成しているように見られた。
|  | Subgenus Laverania |
|  | |
|  | \| \| Subgenus Plasmodium \| \| \| \| \| \| Subgenus Vinckeia \| \| \| \| \| \| Hepatocystis (parasites of bats) \| \| \| \| |
|  | |
|  | Subgenus Plasmodium |
|  | |
|  | Subgenus Vinckeia |
|  | |
|  | Hepatocystis (parasites of bats)                                                                                             |
|  | |

|  | Subgenus Plasmodium              |
|  |                                  |
|  | Subgenus Vinckeia                |
|  |                                  |
|  | Hepatocystis (parasites of bats) |
|  |                                  |

|  | Subgenus Laverania |
|  | |
|  | \| \| Subgenus Plasmodium \| \| \| \| \| \| Subgenus Vinckeia \| \| \| \| \| \| Hepatocystis (parasites of bats) \| \| \| \| |
|  | |
|  | Subgenus Plasmodium |
|  | |
|  | Subgenus Vinckeia |
|  | |
|  | Hepatocystis (parasites of bats)                                                                                             |
|  | |

|  | Subgenus Plasmodium              |
|  |                                  |
|  | Subgenus Vinckeia                |
|  |                                  |
|  | Hepatocystis (parasites of bats) |
|  |                                  |

|  | Subgenus Laverania |
|  | |
|  | \| \| Subgenus Plasmodium \| \| \| \| \| \| Subgenus Vinckeia \| \| \| \| \| \| Hepatocystis (parasites of bats) \| \| \| \| |
|  | |
|  | Subgenus Plasmodium |
|  | |
|  | Subgenus Vinckeia |
|  | |
|  | Hepatocystis (parasites of bats)                                                                                             |
|  | |

|  | Subgenus Plasmodium              |
|  |                                  |
|  | Subgenus Vinckeia                |
|  |                                  |
|  | Hepatocystis (parasites of bats) |
|  |                                  |

|  | Subgenus Laverania |
|  | |
|  | \| \| Subgenus Plasmodium \| \| \| \| \| \| Subgenus Vinckeia \| \| \| \| \| \| Hepatocystis (parasites of bats) \| \| \| \| |
|  | |
|  | Subgenus Plasmodium |
|  | |
|  | Subgenus Vinckeia |
|  | |
|  | Hepatocystis (parasites of bats)                                                                                             |
|  | |

|  | Subgenus Plasmodium              |
|  |                                  |
|  | Subgenus Vinckeia                |
|  |                                  |
|  | Hepatocystis (parasites of bats) |
|  |                                  |

Plasmodium 属系統が分岐した年代の推定値はかなり広い幅をとっており、住血胞子虫目からの分岐推定値は約1620万年前から1億年前の範囲である 。
その医学的重要性のために、ヒト寄生虫P. falciparum が他のPlasmodium 属から分岐した年代は興味深いポイントであり、その推定値は110,000年から250万年前の範囲である。

## 起源と進化
ヒトにマラリアを引き起こす最も高い原因となっている種はP. falciparumであり、これは西アフリカのゴリラに寄生するLaverania (類人猿に見られるPlasmodiumの亜属)種から進化したと一般的に受け入れられている。
遺伝的多様性からの推定では約1万年前にP. falciparumが出現したとされている。
ミトコンドリアDNA、アピコプラスト、および核DNAの遺伝子配列を調べた研究からは、P. falciparumに最も近い近縁種はP. praefalciparum（ゴリラを宿主とする）であることが支持されている。
これら 2 つの種は、チンパンジーの寄生虫 P. reichenowiと近い系統関係にあり、以前はP. reichenowiが P. falciparumの最も近い近縁種であると考えられていた。また、かつてはP. falciparumも鳥の寄生虫に由来すると考えられていた。
遺伝的多型の度合いを調べてみると、P. praefalciparumを含む近縁種と比べてP. falciparum ゲノム内の多型は極めて低いレベルであることがわかった。
これはヒトにおけるP. falciparumの起源が最近であることを示唆しており、P. praefalciparumとの共通祖先がヒトに感染することが可能になったのかもしれない 。
P. falciparumの遺伝的情報には最近の集団拡大傾向の兆候が示されており、これは農業革命による人口拡大と時期が一致している。大規模な農業の発展は、より多くの蚊の繁殖地を生み出すことによってその集団密度を増加させ、熱帯マラリア原虫の進化と拡大を引き起こした可能性がある。

## 歴史
マラリアは歴史を通じて人類を苦しめてきた記録があり、沼地から出る瘴気によって引き起こされると考えられてきた。しかし19世紀にパスツールやコッホによって微生物が病原体となりうることが示されると、当然マラリアの病原体も微生物だと考えられるようになった。実際に、沼から分離された細菌をウサギに注射すると脾腫を伴う発熱が起きるとして、Bacillus malariaeと命名された例がある。
1880年にフランスの軍医であったラヴランがマラリア患者の血液中に微生物を発見し、これがマラリアの病原体（マラリア原虫）であるとした。ラヴランは当初3つの形状を観察したが、それぞれ生殖母体、鞭毛放出で生じた雄性生殖体、雌性生殖体だと考えられ、その特徴からいずれも熱帯熱マラリア原虫を観察したものだと考えられている。ラヴランは3つの形状を全て同じ種だと考え、特に雄性生殖体の糸状の構造がOscillariaに似ていることからOscillaria malariaeと命名した。ただしOscillaria属はマラリア原虫とは全く異なる藻類であり、ラヴラン自身も後にこの名前は使わなくなった。なお当時は細菌病原体説が幅広い支持を集めていたため、ラヴランの説が広く受け入れられるまでにその後10年ほどかかっている。
まもなくイタリア・ローマ大学のマルキアファーバらがマラリア患者の赤血球中で増殖するアメーバ様の生物を見出し、1885年にPlasmodium malariaeと命名した。これがプラスモジウム属の起源であるが、彼らが観察したのもほとんどは熱帯熱マラリア原虫でわずかに三日熱マラリア原虫が混ざっていたと考えられている。現在Plasmodium malariaeは四日熱マラリア原虫の学名であるが、これは20世紀になってから生じた混乱の結果である。
この時期まで研究者たちはマラリアの病原体が複数種あることを想定していなかったが、イタリアの神経科医ゴルジが1885年から1889年にかけて、マラリアには発熱の周期性から三日熱と四日熱がありそれがマラリア原虫の生活環と関係していること、また三日熱にも春に多い良性のものと、夏から秋にかけて多い悪性のものがあり、それぞれ別種のマラリア原虫が関係していることを示している。また同じ時期にウクライナ・ハリコフ大学のダニレフスキーが、鳥類や爬虫類の赤血球に寄生する様々な生物を記載しており、そこにはマラリア原虫も多く含まれていた。1891年にロマノフスキー染色が開発されると、様々な動物のマラリア原虫が見出されるようになった。